# Брентвуд (Мисури)
Брентвуд (енгл. Brentwood) град је у америчкој савезној држави Мисури.

## Демографија
По попису из 2010. године број становника је 8.055, што је 362 (4,7%) становника више него 2000. године.
| Група             | 2000.         | 2010.         |
| Белци             | 7.039 (91,5%) | 6.891 (85,5%) |
| Афроамериканци    | 139 (1,8%)    | 250 (3,1%)    |
| Азијати           | 268 (3,5%)    | 547 (6,8%)    |
| Хиспаноамериканци | 133 (1,7%)    | 223 (2,8%)    |
| Укупно            | 7.693         | 8.055         |